# Petrea maynensis
Petrea maynensis là một loài thực vật có hoa trong họ Cỏ roi ngựa. Loài này được Huber miêu tả khoa học đầu tiên năm 1906.